# Stanko Strašek (policist)
Stanko Strašek, slovenski policist in veteran vojne za Slovenijo, * 21. september 1964, † 30. junij 1991.
Kot policist je kot pripadnik posebne enote milice padel v boju med slovensko osamosvojitveno vojno.
Stanko Strašek je 30. junija 1991 ob 00.22 uri ustavljal osebni avto Zastava 101 v križišču Kardeljeve in Aškerčeve ceste v Ljubljani. Ko se je vozilo ustavilo, je voznik streljal proti Stanku Strašku in Borisu Mikoliču, ki sta bila skupaj na blokadnem mestu. Prvi streli so Straška smrtno ranili. Policist Mikolič je streljal proti vozniku, vendar ga ni zadel. Voznik
je pobegnil po Titovi cesti proti Bežigradu, kjer je bil pri Smeltu likvidiran.